# Jazīrat Barda‘ah
Jazīrat Barda‘ah är en ö i Libyen. Den ligger i den nordöstra delen av landet, 900 km öster om huvudstaden Tripoli. Arean är 0,14 kvadratkilometer.
Terrängen på Jazīrat Barda‘ah är platt.